# Miltochrista variata
Miltochrista variata är en fjärilsart som beskrevs av Daniel 1951. Miltochrista variata ingår i släktet Miltochrista och familjen björnspinnare. Inga underarter finns listade i Catalogue of Life.